# 大武郷

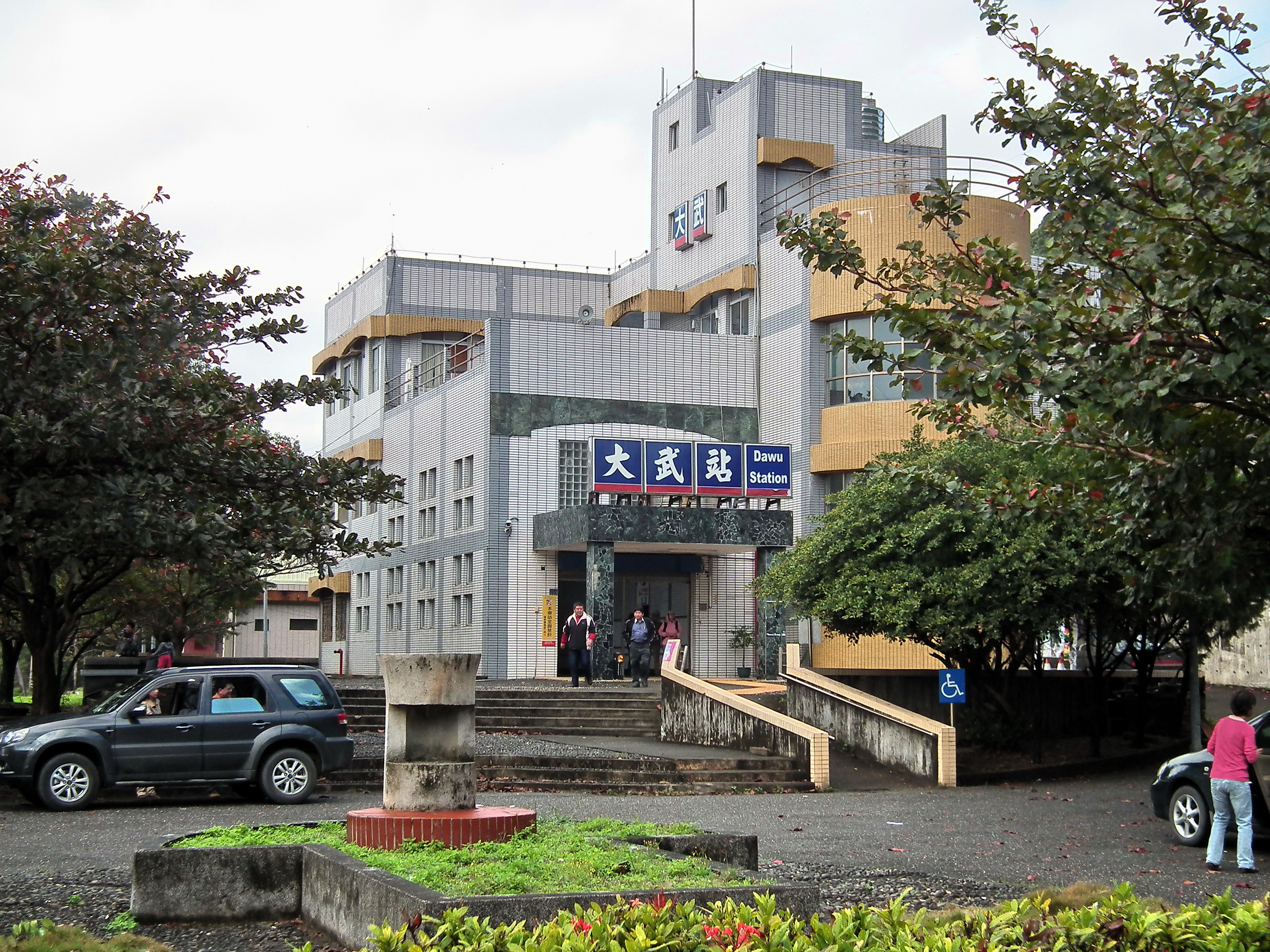
大武駅

大武郷（ダーウー/だいぶ-きょう）は台湾台東県の郷。

## 地理
大武郷は台東県南東部に位置し、北は太麻里郷と、西及び南は達仁郷と接し、東は太平洋に面している。中央山脈を背後に有し、山地が多く平原が少ない地理環境となっている。郷内には大武渓、大鳥渓、朝庸渓谷が流れている。

## 歴史
大武郷は古くより原住民であるパイワン族の居住地域であり、旧称を「巴塱衛（パロエ）」と称した。これはパイワン語「パランゴエ（Palangoe、棒で殴る意）」より轉訛したものである。パイワン族が山区より大武渓河口付近に移住した際、居住に適さない沼地、湿地を避けるために地面を棒で叩いて鑑定したことから命名された。
日本統治時代の1920年、台湾地方改制の際に大武山に因んで「大武」と改称され、1937年には大武庄を設置、台東庁台東郡の管轄とした。戦後は台東県大武郷と改編され、1946年に山間部を達仁郷として分割し現在に至っている。

## 行政区
| 村                                     |
| -------------------------------------- |
| 大竹村、大鳥村、大武村、尚武村、南興村 |

## 歴代郷長
| 代 | 氏名 | 任期 |
| -- | ---- | ---- |

## 教育

### 国民中学
- 台東県立大武国民中学

### 国民小学
- 台東県立大武国民小学
- 台東県立尚武国民小学
- 台東県立大鳥国民小学
- 台東県立大鳥国小 愛国埔分校

## 交通
| 種別 | 路線名称         | その他        |
| ---- | ---------------- | ------------- |
| 鉄道 | 南廻線           | 大武駅 古荘駅 |
| 省道 | 台9線            | 南廻公路      |
| 県道 | 県道198号 (台湾) |               |

## 観光
- 金龍湖
- 大武国家森林歩道
- 山猪窟休閑農場
- 北隆宮
- 七娘宮